# Vestiges archéologiques de Besançon
Les vestiges archéologiques de Besançon sont des vestiges gallo-romains situé dans la ville de Besançon, dans le Doubs en région Bourgogne-Franche-Comté.

## Localisation
Ces vestiges se situent sous le parking de l'hôtel de région, au 4 square Castan.

## Historique
Le site de l'hôtel de région a été fouillé en 1885, 1985, 1989 et 1990. Les fouilles de 1990 ont été entreprises lors de la construction d'un parking souterrain. Diverses fondations ont été mises au jour : un tronçon de l'aqueduc de Besançon, les vestiges d'un petit théâtre, les fondations d'un édifice imposant par-dessus l'aqueduc et les restes d'un bâtiment avec mosaïques et salles chauffées.
Les vestiges sont inscrits au titre des Monuments historiques par un arrêté du 1er août 1990, complété par un arrêté du 22 octobre 2021.